# Lotnisko użytku publicznego
Lotnisko użytku publicznego – lotnisko otwarte dla wszystkich statków powietrznych w terminach i godzinach ustalonych przez zarządzającego tym lotniskiem i podanych do publicznej wiadomości.
Obowiązek użyteczności publicznej polega na zobowiązaniu zarządzającego lotniskiem do zapewnienia funkcjonowania lotniska, z zachowaniem określonych wymagań, których zarządzający lotniskiem nie spełniłby, kierując się jedynie interesem handlowym lub statutowym.
Zarządzający lotniskiem użytku publicznego może odmówić przyjęcia statku powietrznego wyłącznie ze względu na ważne okoliczności związane z funkcjonowaniem lotniska, uniemożliwiające bezpieczne jego lądowanie.
Zarządzający lotniskiem nie może odmówić zezwolenia na lądowanie przymusowe statku powietrznego znajdującego się w niebezpieczeństwie lub statku powietrznego wykonującego lot w celu ochrony życia lub zdrowia ludzi, poszukiwania lub ratownictwa, w celu zapobiegania skutkom klęsk żywiołowych lub ich usunięcia, a także lot w ramach działań bezpośrednio związanych z zapewnieniem bezpieczeństwa publicznego i z obronnością państwa.